# Rio Alunul Mic
O Rio Alunul Mic é um rio da Romênia afluente do rio Someşul Cald, localizado no distrito de Bihor.